# Trò chơi năm 1999
Trang này liệt kê các board game,  card game, wargame, miniatures game, và trò chơi nhập vai tabletop xuất bản năm 1999.  Đối với trò chơi điện tử, xem Trò chơi điện tử năm 1999.

## Trò chơi được phát hành hoặc phát minh năm 1999
- 7th Sea (trò chơi nhập vai)
- Aberrant (trò chơi nhập vai)
- All Flesh Must Be Eaten (trò chơi nhập vai)
- Apples to Apples
- Austin Powers Collectible Card Game
- Axis & Allies: Europe
- Brave New World (trò chơi nhập vai)
- Brawl
- Button Men
- Chez Geek
- CJ Carella's WitchCraft (trò chơi nhập vai)
- C°ntinuum: roleplaying in The Yet
- Dao
- Dark•Matter (trò chơi nhập vai)
- Deadwood
- DC Universe Roleplaying Game
- Feng Shui phiên bản thứ 2 (trò chơi nhập vai)
- Furry Pirates (trò chơi nhập vai)
- Great War at Sea: 1904-1905 The Russo-Japanese War
- Great War at Sea: US Navy Plan Black
- Hunter: The Reckoning (trò chơi nhập vai)
- IceTowers
- India Rails
- Ironclaw (trò chơi nhập vai)
- The Jerry Springer Game
- Kobolds Ate My Baby! (trò chơi nhập vai)
- Lejendary Adventure (trò chơi nhập vai)
- Life as a BlackMan
- Lost Cities
- Paths of Glory: The First World War, 1914-1918
- Pokémon Trading Card Game
- Ra
- Return to the Keep on the Borderlands
- Ricochet Robots
- Risk – phiên bản thu thập kỉ niệm lần thứ 40
- Schotten-Totten
- Starfarers of Catan
- Stratego: Legends
- Systems Failure (trò chơi nhập vai)
- Tikal
- Torres
- Vinci
- The Wheel of Time (trò chơi thu thập thẻ bài)
- Young Jedi Collectible Card Game
- Yu-Gi-Oh! Trading Card Game (phiên bản Nhật Bản)

## Giải thưởng trò chơi được trao năm 1999
- Concours International de Créateurs de Jeux de Société: Vinci
- Origins Awards: Button Men -  Best Abstract Board Game and Best Graphic Presentation of a Board Game
- Games: Torres

## Sự kiện lớn liên quan đến trò chơi năm 1999
- Hasbro purchases Wizards of the Coast for US$325 million.
- Z-Man Games incorporated by owner Zev Schlasinger.

## Chết
| Ngày      | Tên             | Tuổi | Chức vụ                        |
| --------- | --------------- | ---- | ------------------------------ |
| 7 tháng 8 | J. Andrew Keith | 40   | Nhà thiết kế trò chơi nhập vai |